# Ailey (cráter)
Ailey és un cráter de impacto de 23 km de diámetro del planeta Mercurio. Debe su nombre al bailarín y coreógrafo estadounidense Alvin Ailey (1931-1989), y su nombre fue aprobado por la  Unión Astronómica Internacional en 2012.